# Lanio fulvus
La tangara fulva (en Ecuador) (Lanio fulvus), también denominada frutero dentado (en Venezuela), lanio dentado (en Colombia o tangara leonada (en Perú) es una especie de ave paseriforme de la familia Thraupidae perteneciente al género Lanio. Es nativa de la cuenca amazónica y del escudo guayanés en América del Sur.

## Distribución y hábitat
Se distribuye a lo largo de la base de los Andes orientales desde el extremo oeste de Venezuela, por Colombia hacia el sur por el este de Ecuador y el noreste de Perú y en el sur y este de Venezuela, Guyana, Surinam, Guayana Francesa y norte de la Amazonia brasileña, al norte del río Amazonas, está ausente de una gran parte del cuadrante noroccidental de la cuenca amazónica.
Esta especie es considerada bastante común en su hábitat natural: el sub-dosel y los bordes de selvas húmedas de terra firme, en tierras bajas, por debajo de los 1300 m de altitud.

## Descripción
Mide 17 a 19 cm de longitud. En el macho, la cabeza, alas y cola son de color negro; el dorso, los lados y la parte baja del pecho, son de color amarillo ocráceo brillante, con la grupa leonada; tiene un parche de pecho color castaño. El pico es negro con forma de gancho y un diente en la mandíbula superior. Las patas son negras. La hembra es más opaca; la corona es de color pardo oliváceo; la garganta y la cara son de color gris amarillento; el dorso castaño oliváceo; la grupa, el crísum, los flancos y las coberteras alares son de color castaño rojizo rufo; el pecho y el vientre son de color oliva ocráceo; las alas son negruzcas y la cola marrón.

## Sistemática

### Descripción original
La especie L. fulvus fue descrita por primera vez por el naturalista neerlandés Pieter Boddaert en 1783 bajo el nombre científico «Tangara fulva»; su localidad tipo es: «Cayena, Guayana Francesa».

### Etimología
El nombre genérico masculino «Lanio» deriva del género Lanius Linnaeus, 1758, nombre para designar aves comúnmente llamadas de alcaudones; y el nombre de la especie «fulvus», del latín que significa de color fulvo, ante, pardo.

### Taxonomía
Los amplios estudios filogenéticos recientes de Burns et al. (2014) demuestran que esta especie es hermana del par formado por Lanio aurantius y Lanio leucothorax.

### Subespecies
Según las clasificaciones del Congreso Ornitológico Internacional (IOC) y Clements Checklist/eBird v.2019 se reconocen dos subespecies, con su correspondiente distribución geográfica:
- Lanio fulvus fulvus (Boddaert), 1783 – sur de Venezuela hasta las Guayanas y norte de la Amazonia brasileña.
- Lanio fulvus peruvianus Carriker, 1934 – base oriental de los Andes desde el noroeste de Venezuela, por Colombia, hasta el este de Ecuador y  norte de Perú.